# Nationalratswahlkreis Aargau-Nord
Der Nationalratswahlkreis Aargau-Nord war ein Wahlkreis bei Wahlen in den Schweizer Nationalrat. Er bestand von 1851 bis 1919 (Einführung des heute üblichen Proporzwahlrechts) und umfasste den nördlichen Teil des Kantons Aargau.

## Wahlverfahren
Hierbei handelte es sich um einen Pluralwahlkreis. Dies bedeutet, dass zwar mehrere Sitze zu verteilen waren, jedoch das Majorzwahlrecht zur Anwendung gelangte. Im Sinne der romanischen Mehrheitswahl benötigte ein Kandidat die absolute Mehrheit der Stimmen, um gewählt zu werden. Zur Verteilung aller Sitze waren unter Umständen mehrere Wahlgänge notwendig. Jeder Wähler hatte so viele Stimmen, wie Sitze zu vergeben waren.

## Bezeichnung und Sitzzahl
Aargau-Nord ist eine inoffizielle geographische Bezeichnung. Im amtlichen Gebrauch üblich war eine über die gesamte Schweiz angewendete fortlaufende Nummerierung, geordnet nach der Reihenfolge der Kantone in der schweizerischen Bundesverfassung. Aufgrund der wechselnden Anzahl im Laufe der Jahre erhielten manche Wahlkreise mehrmals eine neue Nummer. Aargau-Nord trug ab 1851 (erstmalige Anwendung eines einheitlichen Bundesgesetzes) die Nummer 38, ab 1863 die Nummer 36, ab 1872 die Nummer 37, ab 1881 die Nummer 38, ab 1890 die Nummer 41 und ab 1901 die Nummer 39. Eine weitere inoffizielle und weit verbreitete Bezeichnung war «Rheinkreis».
Jahrzehntelang hatte Aargau-Nord 3 Sitze, bis es bei der Wahlkreisrevision 1911 aufgrund der ansteigenden Bevölkerungszahl 4 Sitze zugesprochen erhielt.

## Ausdehnung

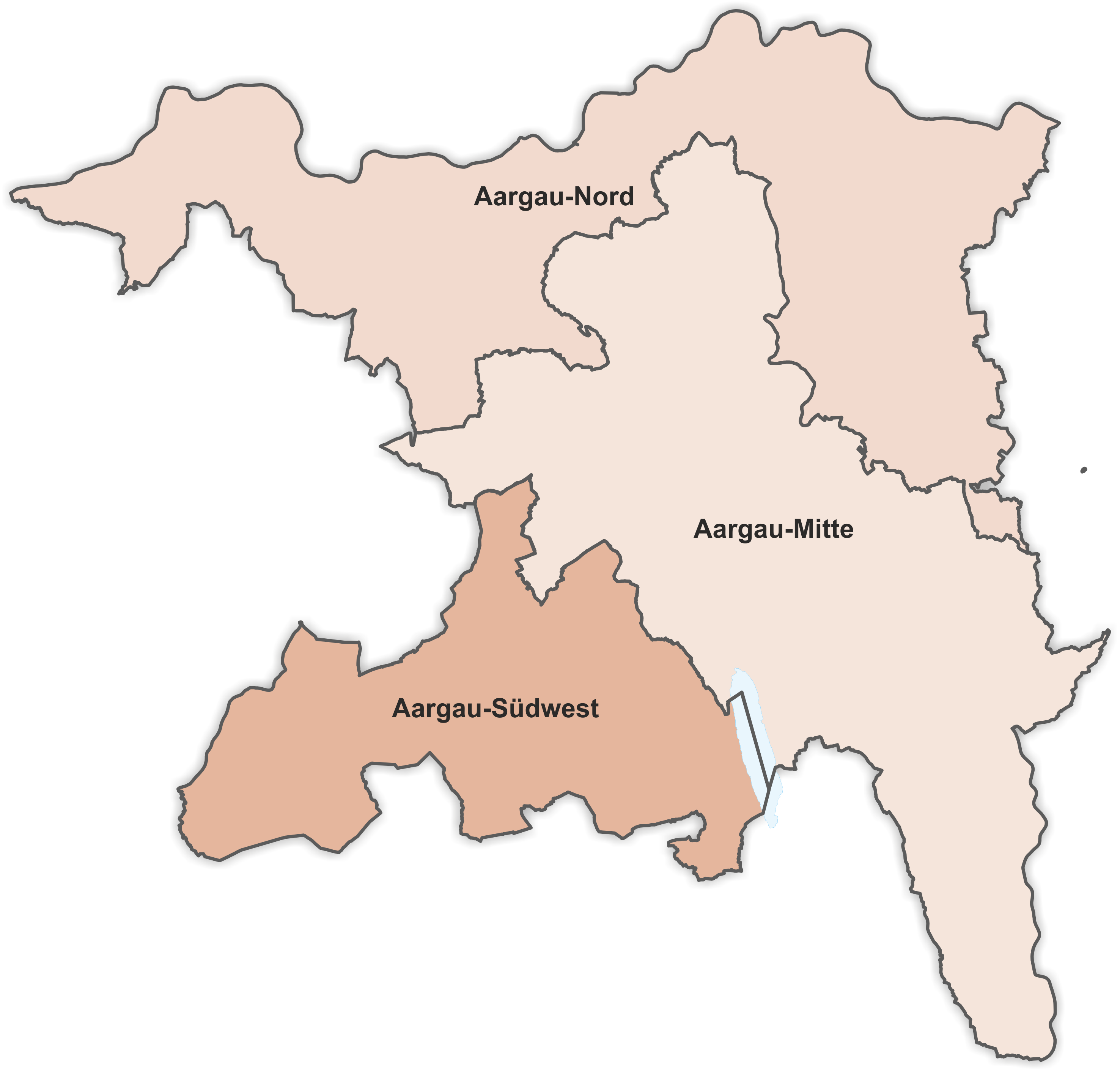
Wahlkreise Kanton Aargau 1851–1890

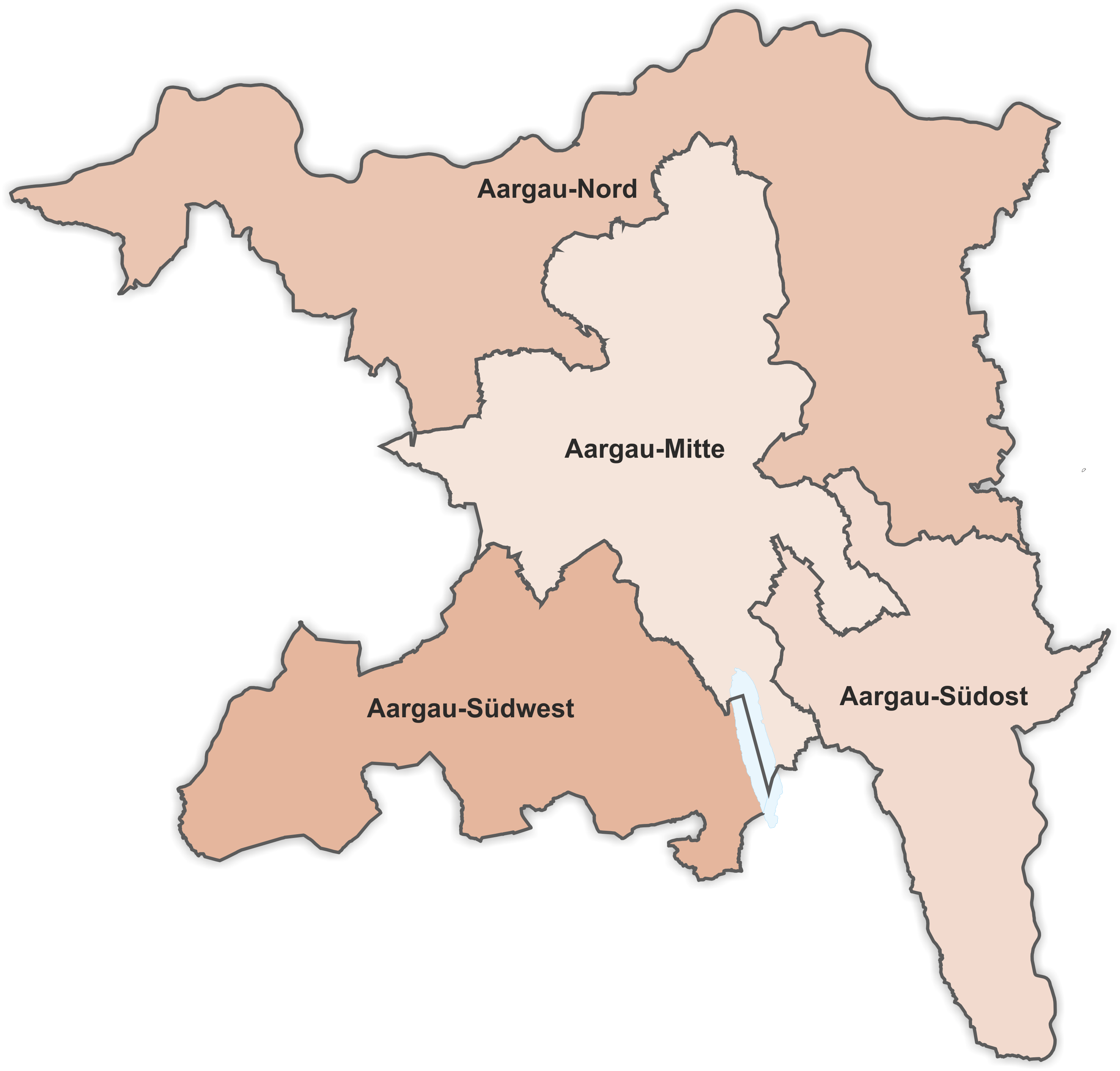
Wahlkreise Kanton Aargau 1890–1911

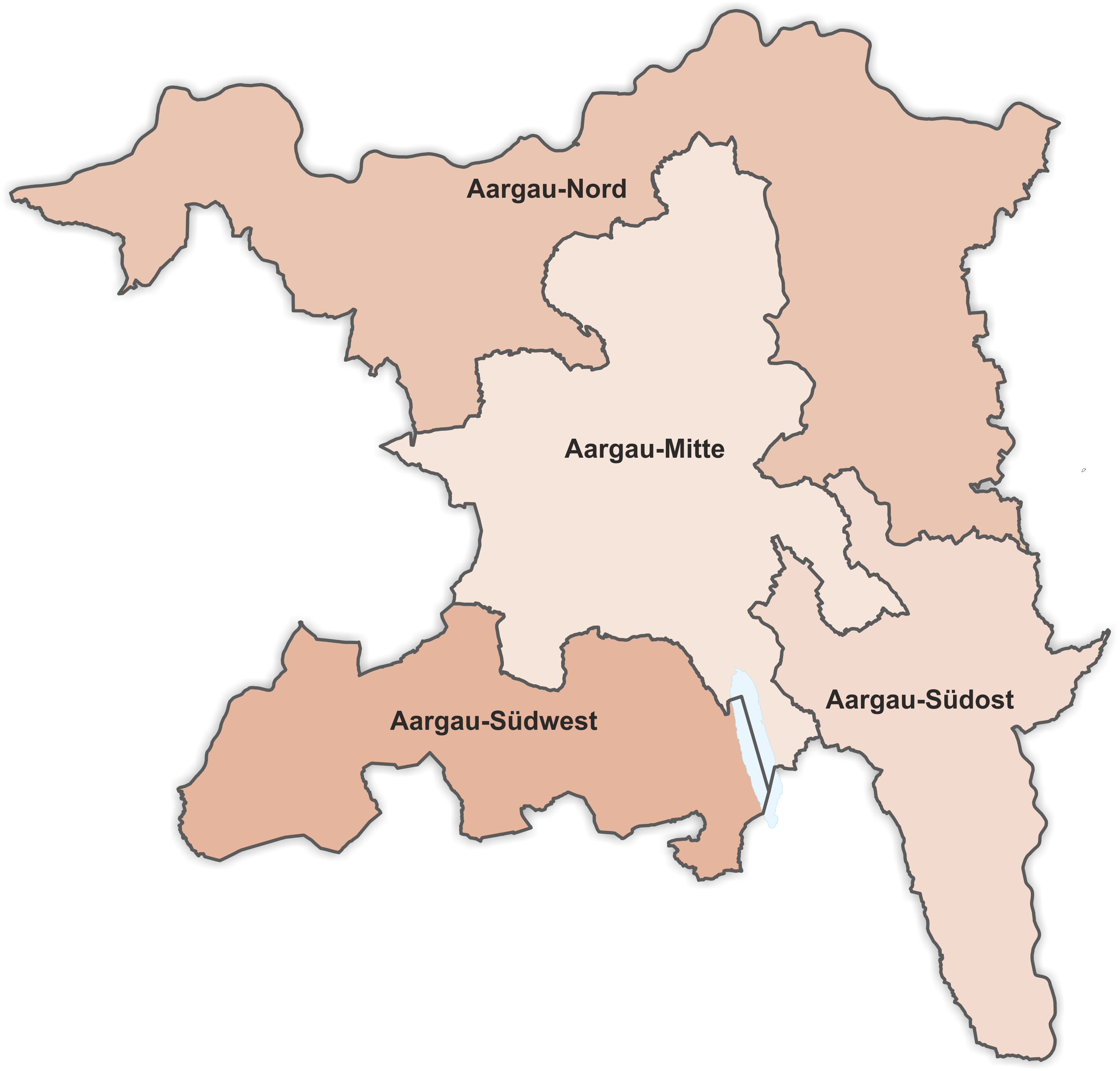
Wahlkreise Kanton Aargau 1911–1919

Das Gebiet des Wahlkreises wurde am 21. Dezember 1850 mit dem «Bundesgesetz betreffend die Wahl der Mitglieder des Nationalrathes» erstmals verbindlich festgelegt, nachdem 1848 der ganze Kanton noch einen einzigen Wahlkreis gebildet hatte. Aargau-Nord umfasste:
- den Bezirk Baden (ohne die Gemeinden Bellikon, Büblikon, Künten, Mägenwil, Mellingen, Stetten und Wohlenschwil)
- den Bezirk Laufenburg
- den Bezirk Rheinfelden
- den Bezirk Zurzach

Mit dem «Bundesgesetz betreffend die Wahlen in den Nationalrath» vom 20. Juni 1890 erfolgte eine Vergrösserung, als sieben Gemeinden des Bezirks Baden vom Wahlkreis Aargau-Mitte abgetrennt und Aargau-Nord hinzugefügt wurden. Der Wahlkreis umfasste neu:
- den Bezirk Baden
- den Bezirk Laufenburg
- den Bezirk Rheinfelden
- den Bezirk Zurzach

1919 wurden die vier Aargauer Wahlkreise zum heute noch bestehenden Nationalratswahlkreis Aargau zusammengelegt, in welchem das Proporzwahlrecht gilt.

## Nationalräte
- G = Gesamterneuerungswahl
- E = Ersatzwahl bei Vakanzen
- K = Komplimentswahl eines amtierenden Bundesrates
- B = Ergänzungswahl für einen Bundesrat

| Datum                                       | Wahl | Gewählte | Gewählte                                                          | Partei |
| ------------------------------------------- | ---- | -------- | ----------------------------------------------------------------- | ------ |
| 26.10.1851 09.11.1851 23.11.1851            | G    |          | Karl Ludwig Baldinger, Gregor Lützelschwab, Udalrich Schaufelbühl | KK     |
|                                             |      |          |                                                                   |        |
| 20.06.1852                                  | E    |          | Karl Ferdinand Schimpf                                            | FL     |
| 20.06.1852                                  | E    |          | Wilhelm Karl Baldinger                                            | KK     |
|                                             |      |          |                                                                   |        |
| 26.12.1853                                  | E    |          | Karl Emanuel Fahrländer                                           | KK     |
|                                             |      |          |                                                                   |        |
| 29.10.1854 19.11.1854 26.11.1854            | G    |          | Augustin Keller                                                   | FL     |
| 29.10.1854 19.11.1854 26.11.1854            | G    |          | Wilhelm Karl Baldinger, Udalrich Schaufelbühl                     | KK     |
|                                             |      |          |                                                                   |        |
| 05.09.1856 19.09.1856 26.09.1856            | E    |          | Adolf Hauser                                                      | FL     |
|                                             |      |          |                                                                   |        |
| 25.10.1857 08.12.1857 27.12.1857            | G    |          | Adolf Hauser, Augustin Keller                                     | FL     |
| 25.10.1857 08.12.1857 27.12.1857            | G    |          | Wilhelm Karl Baldinger                                            | KK     |
|                                             |      |          |                                                                   |        |
| 28.10.1860 11.11.1860 25.11.1860            | G    |          | Friedrich Joseph Bürli, Augustin Keller                           | FL     |
| 28.10.1860 11.11.1860 25.11.1860            | G    |          | Wilhelm Karl Baldinger                                            | KK     |
|                                             |      |          |                                                                   |        |
| 25.10.1863 08.11.1863 22.11.1863            | G    |          | Franz Waller                                                      | FL     |
| 25.10.1863 08.11.1863 22.11.1863            | G    |          | Peter Acklin, Wilhelm Karl Baldinger                              | KK     |
|                                             |      |          |                                                                   |        |
| 11.06.1865                                  | E    |          | Emanuel Herosé                                                    | LM     |
|                                             |      |          |                                                                   |        |
| 28.10.1866 11.11.1866 25.11.1866 09.12.1866 | G    |          | Friedrich Joseph Bürli                                            | FL     |
| 28.10.1866 11.11.1866 25.11.1866 09.12.1866 | G    |          | Karl von Schmid                                                   | KK     |
| 28.10.1866 11.11.1866 25.11.1866 09.12.1866 | G    |          | Fridolin Schneider                                                | LM     |
|                                             |      |          |                                                                   |        |
| 31.10.1869 14.11.1869                       | G    |          | Arnold Münch, Karl von Schmid                                     | KK     |
| 31.10.1869 14.11.1869                       | G    |          | Emil Welti (K)                                                    | LM     |
|                                             |      |          |                                                                   |        |
| 23.01.1870 06.02.1870                       | B    |          | Friedrich Joseph Bürli                                            | FL     |
|                                             |      |          |                                                                   |        |
| 27.10.1872                                  | G    |          | Arnold Münch, Karl von Schmid                                     | KK     |
| 27.10.1872                                  | G    |          | Emil Welti (K)                                                    | LM     |
|                                             |      |          |                                                                   |        |
| 12.01.1873                                  | B    |          | Karl Franz Sebastian Fahrländer                                   | LM     |
|                                             |      |          |                                                                   |        |
| 31.10.1875                                  | G    |          | Arnold Münch, Karl von Schmid                                     | KK     |
| 31.10.1875                                  | G    |          | Emil Welti (K)                                                    | LM     |
|                                             |      |          |                                                                   |        |
| 24.01.1876                                  | B    |          | Emil Albert Baldinger                                             | KK     |
|                                             |      |          |                                                                   |        |
| 27.10.1878                                  | G    |          | Emil Albert Baldinger, Karl von Schmid                            | KK     |
| 27.10.1878                                  | G    |          | Emil Welti (K)                                                    | LM     |
|                                             |      |          |                                                                   |        |
| 19.01.1879                                  | B    |          | Arnold Münch                                                      | KK     |
|                                             |      |          |                                                                   |        |
| 30.10.1881                                  | G    |          | Emil Albert Baldinger, Karl von Schmid                            | KK     |
| 30.10.1881                                  | G    |          | Emil Welti (K)                                                    | LM     |
|                                             |      |          |                                                                   |        |
| 08.01.1882 22.01.1882                       | B    |          | Arnold Münch                                                      | KK     |
|                                             |      |          |                                                                   |        |
| 26.10.1884                                  | G    |          | Emil Albert Baldinger, Arnold Münch                               | KK     |
| 26.10.1884                                  | G    |          | Emil Welti (K)                                                    | LM     |
|                                             |      |          |                                                                   |        |
| 11.01.1885                                  | B    |          | Karl von Schmid                                                   | KK     |
|                                             |      |          |                                                                   |        |
| 30.10.1887                                  | G    |          | Emil Albert Baldinger, Arnold Münch                               | KK     |
| 30.10.1887                                  | G    |          | Emil Welti (K)                                                    | LM     |
|                                             |      |          |                                                                   |        |
| 01.02.1888                                  | B    |          | Martin Vogler                                                     | FL     |
|                                             |      |          |                                                                   |        |
| 09.02.1890                                  | E    |          | Albert Ursprung                                                   | LM     |
|                                             |      |          |                                                                   |        |
| 26.10.1890                                  | G    |          | Emil Albert Baldinger                                             | KK     |
| 26.10.1890                                  | G    |          | Albert Ursprung, Emil Welti (K)                                   | LM     |
|                                             |      |          |                                                                   |        |
| 18.01.1891                                  | B    |          | Martin Vogler                                                     | FL     |
|                                             |      |          |                                                                   |        |
| 03.07.1892 17.07.1892 31.07.1892            | E    |          | Franz Xaver Widmer                                                | KK     |
|                                             |      |          |                                                                   |        |
| 29.10.1893                                  | G    |          | Franz Xaver Widmer                                                | KK     |
| 29.10.1893                                  | G    |          | Emil Albert Baldinger, Albert Ursprung                            | LM     |
|                                             |      |          |                                                                   |        |
| 25.10.1896                                  | G    |          | Josef Jäger                                                       | FDP    |
| 25.10.1896                                  | G    |          | Franz Xaver Widmer                                                | KK     |
| 25.10.1896                                  | G    |          | Emil Albert Baldinger                                             | LM     |
|                                             |      |          |                                                                   |        |
| 29.10.1899                                  | G    |          | Josef Jäger                                                       | FDP    |
| 29.10.1899                                  | G    |          | Emil Albert Baldinger, Albert Ursprung                            | LM     |
|                                             |      |          |                                                                   |        |
| 31.08.1902                                  | E    |          | Franz Xaver Eggspühler                                            | KK     |
|                                             |      |          |                                                                   |        |
| 26.10.1902                                  | G    |          | Josef Jäger                                                       | FDP    |
| 26.10.1902                                  | G    |          | Franz Xaver Eggspühler                                            | KK     |
| 26.10.1902                                  | G    |          | Emil Albert Baldinger                                             | LM     |
|                                             |      |          |                                                                   |        |
| 29.10.1905                                  | G    |          | Friedrich Brunner                                                 | FDP    |
| 29.10.1905                                  | G    |          | Franz Xaver Eggspühler                                            | KK     |
| 29.10.1905                                  | G    |          | Emil Albert Baldinger                                             | LM     |
|                                             |      |          |                                                                   |        |
| 03.02.1907 17.02.1907                       | E    |          | Alfred Wyrsch                                                     | KK     |
|                                             |      |          |                                                                   |        |
| 25.10.1908                                  | G    |          | Friedrich Brunner                                                 | FDP    |
| 25.10.1908                                  | G    |          | Franz Xaver Eggspühler, Alfred Wyrsch                             | KK     |
|                                             |      |          |                                                                   |        |
| 29.10.1911 12.11.1911                       | G    |          | Gustav Adolf Ursprung                                             | FDP    |
| 29.10.1911 12.11.1911                       | G    |          | Franz Xaver Eggspühler, Alfred Wyrsch                             | KK     |
| 29.10.1911 12.11.1911                       | G    |          | Josef Jäger                                                       | RP     |
|                                             |      |          |                                                                   |        |
| 25.10.1914                                  | G    |          | Josef Jäger, Gustav Adolf Ursprung                                | FDP    |
| 25.10.1914                                  | G    |          | Franz Xaver Eggspühler, Alfred Wyrsch                             | KVP    |
|                                             |      |          |                                                                   |        |
| 28.10.1917                                  | G    |          | Josef Jäger, Gustav Adolf Ursprung                                | FDP    |
| 28.10.1917                                  | G    |          | Franz Xaver Eggspühler, Alfred Wyrsch                             | KVP    |

## Quelle
- Erich Gruner: Die Wahlen in den Schweizerischen Nationalrat 1848–1919. Band 3. Francke Verlag, Bern 1978, ISBN 3-7720-1445-3.